# Leo Geyr von Schweppenburg
Leo Geyr von Schweppenburg foi um general da Alemanha na Segunda Guerra Mundial. Nasceu em Potsdam em 2 de Março de 1886, morreu em Irschenhausen em 27 de Janeiro de 1974.

## História
Foi um cadete na cavalaria em 1905. Combateu na cavalaria na Primeira Guerra Mundial (1914-1918) em diferentes general staffs, chegando a patente de Rittmeister em 1915. Promovido a Oberst em 1 de Outubro de 1932, se tornou Generalmajor em 1 de Setembro de 1935 e Generalleutnant em 1 de Outubro de 1937.
No mês de Setembro de 1939, ele comandou a 3ª Divisão Panzer que participou da Invasão da Polônia (vide Batalha de Wizna). Mais tarde ele esteve no comando do XXIV Corpo de Exército, que foi reformado num Corpo Motorizado em (15 de Fevereiro de 1940). Ele subiu para a patente de General der Kavallerie em 20 de Abril de 1940, foi nomeado General der Panzertruppe em (4 de Junho de 1941), sendo condecorado com a Cruz de Cavaleiro da Cruz de Ferro (9 de Julho de 1941). Em seguida comandou o XXXX Corpo Panzer, a partir de 9 de Julho de 1942.
Comandante Oficial da Fortaleza Stablack (1 de Fevereiro de 1943), assumiu o comando do LXXXVI Corpo de Exército (21 de Fevereiro de 1943,) antes de assumir o comando oficial das tropas Panzer como commander-in-chief no Ocidente (20 de Maio de 1943) e Comandante do LVIII Corpo de Reserva Panzer (5 de Agosto de 1943). No Dia-D, em Junho de 1944, ele foi o comandante do Panzergruppe West.
Ele se tornou um inspetor de tropas panzer com a Ersatzheer (7 de Agosto de 1944).

## Condecorações
Foi feito prisioneiro pelos americanos e libertado em 1947. Ele morreu em Irschenhausen no dia 27 de Janeiro de 1974. Condecorado com a Cruz de Cavaleiro da Cruz de Ferro (9 de Julho de 1941).